# Sorceress
| 전문가 평가      | 전문가 평가 |
| 총 점수          | 총 점수     |
| 출처             | 점수        |
| ---------------- | ----------- |
| 메타크리틱       | 81/100      |
| 평가 점수        |             |
| 출처             | 점수        |
| AllMusic         | [ 5 ]       |
| Blabbermouth.net | 7.5/10      |
| Exclaim!         | 7/10        |
| The Guardian     | [ 1 ]       |
| Kerrang!         | [ 8 ]       |
| Metal Injection  | 8.5/10      |
| Metal Storm      | 7.2/10      |
| Pitchfork        | 6.7/10      |
| PopMatters       | 8/10        |
| Sputnikmusic     | 4.1/5       |

《Sorceress》는 스웨덴의 프로그레시브 메탈 밴드 오페스의 열두 번째 스튜디오 음반이다. 이 음반은 2016년 9월 30일 음반사 뉴클리어 블래스트와 밴드 자체의 각인인 모더볼라제트를 통해 발매되었다.

## 배경
이 음반은 톰 달게티가 프로듀싱하고 믹스했으며 웨일스의 록필드 스튜디오에서 녹음했다. 음반 발매 후 밴드 더 소드, 사그, 미르쿠르와 함께 조연으로 월드 투어를 시작했다. 주제적으로 이 음반은 2016년에 이혼한 미카엘 오케르펠트의 개인 생활에서 영감을 얻는다. 이 음반은 9월 29일 사운드클라우드를 통해 스트리밍되었다.

## 곡 목록
모든 곡들은 특별한 언급이 없는 한 미카엘 오케르펠트에 의해 작사/작곡하였다.
| #   | 제목                           | 작사·작곡                     | 재생 시간 |
| --- | ------------------------------ | ----------------------------- | --------- |
| 1.  | 〈Persephone〉                 |                               | 1:51      |
| 2.  | 〈Sorceress〉                  |                               | 5:49      |
| 3.  | 〈The Wilde Flowers〉          |                               | 6:49      |
| 4.  | 〈Will o the Wisp〉            |                               | 5:07      |
| 5.  | 〈Chrysalis〉                  |                               | 7:16      |
| 6.  | 〈Sorceress 2〉                |                               | 3:49      |
| 7.  | 〈The Seventh Sojourn〉        |                               | 5:29      |
| 8.  | 〈Strange Brew〉               | 오케르펠트, 프레드리크 오케손 | 8:44      |
| 9.  | 〈A Fleeting Glance〉          |                               | 5:06      |
| 10. | 〈Era〉                        |                               | 5:41      |
| 11. | 〈Persephone (Slight Return)〉 |                               | 0:54      |